# Гартберг
Гартберг (нім. Hartberg) — місто в Австрії, у федеральній землі Штирія.
Центр округу Гартберг-Фюрстенфельд. Населення становить 6650 особи (на 1 січня 2018 року). Займає площу 21,53 км². 
Найближчими великими містами є Грац, столиця Штирії, за 68 км.

## Історія
Це місто має давню та багату історію. В епоху неоліту тут було поселення. Одне з найважливіших доісторичних поселень Штирії виникло на Рінгкогелі в 3 столітті до нашої ери. Його оточував масивний захисний мур. Від стіни висотою 7-8 метрів і довжиною 1500 метрів залишилися лише дві вежі (вежа Шельбінгера та Вежа Рек). Перша згадка про Гартберг як місто була в документі 1286 року. У 15 столітті його завоював угорський король Матяш Корвін. Велика пожежа знищила місто до кількох будинків, але з того часу населення постійно зростало.
Його оточував масивний захисний мур. У 1122 році маркграф Леопольд I Штирський заснував «Гартберг». Певний час Гартберг навіть був центральним селом у Штирії. Перша письмова згадка про Гартберг як "civitas" була в 1286 році. 1310 року городяни отримали право вільно обирати мерів. У 1469 році місто було окуповано антигабсбурзькими повстанцями Штирії під проводом Андреаса Баумкірхера, який підтримував угорського короля Матвія Корвіна. У 1487 році місто було захоплено Матвієм Корвіном і знову включено до складу Угорщини, після чого через кілька років воно знову відійшло до Австрії. У 1529 році Фердинанд I Габсбург продав місто та замок, якими тоді володіли різні знатні родини. У 16 столітті замок було перебудовано в стилі ренесанс, а в 17 столітті було додано крило з аркадами.
Під час угорського повстання ІштванаБочкая 1605 року місто було обложено угорцями. У 1619 році в місті був розміщений гарнізон австрійської армії через побоювання наступу угорських повстанців під час Бетленського повстання. Під час Тридцятилітньої війни в 1645 році була організована самооборона на випадок нападу шведів, які перебували в регіоні. У 1679 році місто охопила епідемія чуми, після чого ізоляція міста спричинила нестачу продовольства. У січні 1707 року угорські повстанці в рамках повстання Ракоці знову дійшли до околиць міста, а восени захопили місто. Під час наполеонівських війн 1799/1800 рр. австрійці ув'язнили в місцевому замку Клаффенау близько 900 французьких військовополонених, серед яких у 1800 році спалахнула епідемія тифу, яка коштувала життя понад 200 осіб, а в 1805–1806 і 1809 роках місто залишалося під контролем Франції та розквартирували французькі війська.
1898 року споруджено нову ратушу. Після розпаду 1918 року Австро-Угорщини входило до складу Австрійської республіки. 1938, внаслідок Аншлюсу, анексоване нацистською Німеччиною.

## Визначні місця
- Замок 12 ст., перебудований у 16-17 ст.
- Костел Св. Мартина
- Ратуша
- Головна площа зі стовпом із фігурою Богородиці